# Pacific megye
Pacific megye az Amerikai Egyesült Államokban, azon belül Washington államban található. Megyeszékhelye South Bend, legnagyobb városa Raymond. Lakosainak száma 23 365 fő (2020. április 1.).

## Szomszédos megyék
- Grays Harbor megye
- Lewis megye
- Wahkiakum megye
- Clatsop megye

## Népesség
A megye népességének változása:
| Lakosok száma | 20 901 | 20 887 | 20 591 | 20 498 | 20 848 | 23 365 |
|               | 2010   | 2011   | 2012   | 2013   | 2015   | 2020   |